# Villeneuve-le-Roi
Villeneuve-le-Roi é uma comuna francesa na região administrativa da Ilha-de-França, no departamento de Val-de-Marne. Estende-se por uma área de 8,4 km², com habitantes, segundo os censos de 1999, com uma densidade de 2 171 hab/km².

## Geografia

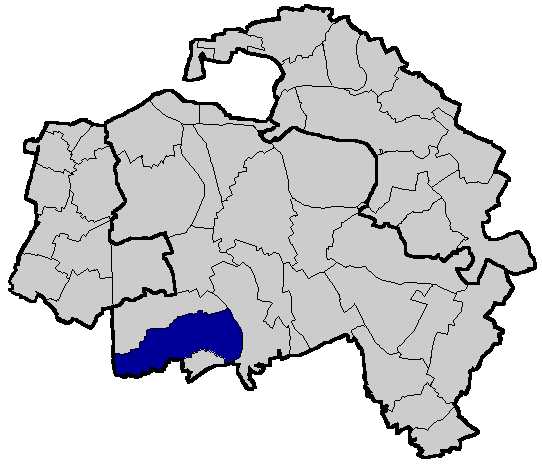
Villeneuve-le-Roi no Vale do Marne

### Transportes
Villeneuve-le-Roi é servida pela estação de Villeneuve-le-Roi localizada na linha C do RER, bem como por algumas estações nas proximidades da cidade: Orly-Ville, Orly - Les Saules, Ablon também na linha C; Villeneuve-Saint-Georges na linha D do RER.

## Demografia
| 1793 | 1800 | 1806 | 1821 | 1831 | 1836 | 1841 | 1846 | 1851 |
| ---- | ---- | ---- | ---- | ---- | ---- | ---- | ---- | ---- |
| 480  | 480  | 445  | 423  | 438  | 407  | 406  | 471  | 417  |

| 1856 | 1861 | 1866 | 1872 | 1876 | 1881 | 1886 | 1891 | 1896 |
| ---- | ---- | ---- | ---- | ---- | ---- | ---- | ---- | ---- |
| 474  | 508  | 485  | 478  | 516  | 549  | 626  | 687  | 782  |

| 1901  | 1906  | 1911  | 1921  | 1926  | 1931   | 1936   | 1946   | 1954   |
| ----- | ----- | ----- | ----- | ----- | ------ | ------ | ------ | ------ |
| 1 243 | 1 871 | 2 780 | 4 558 | 8 388 | 13 747 | 14 400 | 14 794 | 16 715 |

| 1962 | 1968   | 1975   | 1982   | 1990   | 1999   | - | - | - |
| --- | ------ | ------ | ------ | ------ | ------ | - | - | - |
| 22 300 | 23 074 | 21 096 | 20 512 | 20 325 | 18 292 | - | - | - |
| Para os censos de 1962 a 2006 a população legal corresponde à popolução sem duplicidades, segundo define o INSEE. |        |        |        |        |        |   |   |   |